# Muguette
Muguette est un prénom féminin.
Utilisé à partir des années 1920 et 1930 il est attribué environ 300 fois par an ces années-là. Il est donné jusqu’aux débuts des années 1980. Il se fête le 13 avril (18 germinal).

## Personnalités
- Pour l'ensemble des articles sur les personnes portant ce prénom, consulter :
  - la liste des articles dont le titre commence par ce prénom
  - les listes produites par Wikidata : Liste des personnes de prénom « Muguette » — même liste en incluant les éventuels prénoms composés qui contiennent « Muguette ».
- Muguette Buhler
- Muguette Dini
- Muguette Fabris
- Muguette Jacquaint